# Římskokatolická farnost Domanín
Římskokatolická farnost Domanín je územní společenství římských katolíků s farním kostelem svatého Václava v děkanátu Kyjov. Na území farnosti žilo v roce 2016 v Domaníně a Těmicích přes 1 800 obyvatel.

## Historie farnosti
Kostel svatého Václava byl vystavěn v letech 1786–1788. Původní kostel byl 21 m dlouhý, měl rákosový strop, cihlovou dlažbu a pokryt šindelem. V roce 1932 byla přední část kostela zbourána, přistavěny dvě boční kaple a kostel prodloužen na délku 31 m.

## Duchovní správci
Duchovním správcem byl jako administrátor excurrendo od roku 2007 Mgr. Peter Majda. Toho od ledna 2017 vystřídal R. D. Mgr. Jerzy Piotr Szwarz. Novým administrátorem se od července 2018 stal R. D. Mgr. Martin Sekanina.

## Bohoslužby
| Kostel                  | Místo   | Bohoslužba (den)     | Hodina                                | Poznámka     |
| ----------------------- | ------- | -------------------- | ------------------------------------- | ------------ |
| svatého Václava         | Domanín | neděle čtvrtek pátek | 8.00 18.00 (léto) 18.30 (zima)        | farní kostel |
| Nanebevzetí Panny Marie | Těmice  | neděle středa        | 10.45 (zima) 8.00 (léto)/17.00 (zima) | kaple        |

## Aktivity ve farnosti
Čtyřikrát ročně vychází informační zpravodaj Farní listy. Při bohoslužbách vystupují scholy Gaudete a Gaudetíčko, o prázdninách je pro děti z farnosti Bzenec a Domanín připravován farní tábor, na začátku roku se koná farní ples.
Farnost je zapojena do akce Tříkrálová sbírka. V roce 2016 se při ní vybralo v Domaníně 26 085 korun a v Těmicích 32 455 korun.
V říjnu 2018 ve farnosti uděloval svátost biřmování biskup Josef Nuzík.